# Hellmut Bock (Anglist)
Hellmut Rudolf Bock (geboren 21. September 1897 in Peine; gestorben 5. August 1962 in Kiel) war ein deutscher Anglist. 

## Leben

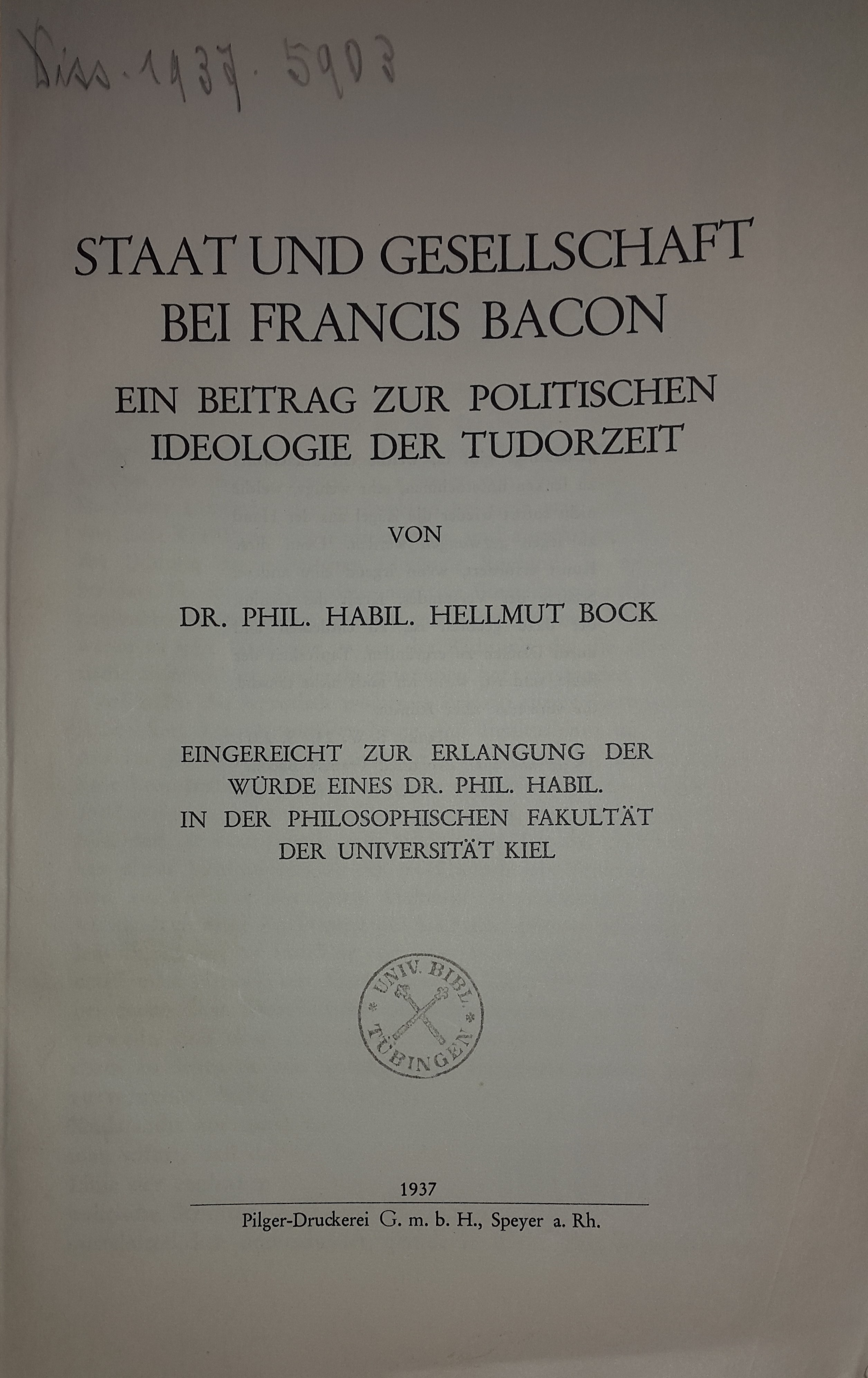
Habilitationsschrift (1937)

Hellmut Bock war ein Sohn des Karl Julius Bock und der Hedwig Polle. Er besuchte die Schule in Peine und wurde 1915 nach dem Abitur am Realgymnasium Soldat im Ersten Weltkrieg. Er geriet in Kriegsgefangenschaft, aus der er 1920 entlassen wurde. Er heiratete Hildegard Klara Bock, sie hatten drei Kinder. 
Bock studierte Germanistik, Anglistik, Philosophie und Geschichte an der Universität Göttingen. Parallel zum Ersten Staatsexamen 1923 wurde er mit der Dissertation Der Begriff des Organischen Zeitalters promoviert. Er arbeitete ab 1925 im Bibliotheksdienst an der Universitätsbibliothek Kiel. Bock war Mitglied im Stahlhelm, Bund der Frontsoldaten und wurde 1934 in die SA übergeleitet. Nach Lockerung der Aufnahmesperre beantragte er am 5. Juli 1937 die Aufnahme in die NSDAP und wurde rückwirkend zum 1. Mai desselben Jahres aufgenommen (Mitgliedsnummer 4.667.037).
Bock wurde 1937 an der Universität Kiel bei Karl Wildhagen mit einer Arbeit über Francis Bacon habilitiert. Anschließend war er Privatdozent in Kiel und vertrat ab 1939 den Lehrstuhl Wildhagens nach dessen Emeritierung. 1944 wurde er in der Nachfolge von Hermann Flasdieck an die Universität Jena berufen. Seinen Kieler Wohnsitz behielt er bei, da er in Jena für seine große Familie kriegsbedingt keine Wohnung fand. Nach Kriegsende wurde Bock in Jena zunächst weiterbeschäftigt, dann aber zum Ende Wintersemester 1945/46 als ehemaliger Nationalsozialist entlassen. 
Bock wurde im November 1948 in Kiel zum ordentlichen Professor ernannt. Er war 1958 Dekan der Philosophischen Fakultät und wurde 1962 emeritiert. Im Jahr 1961 war er Vorsitzender der Deutschen Gesellschaft für Amerikastudien.

## Schriften (Auswahl)
- Der Begriff des organischen Zeitalters. Göttingen 1923 (Göttingen, Univ., Diss., 1923).
- Staat und Gesellschaft bei Francis Bacon. Ein Beitrag zur politischen Ideologie der Tudorzeit. Junker und Dünnhaupt, Berlin 1937 (Neue deutsche Forschungen; 136).
- Die geistigen und geschichtlichen Grundlagen der englischen Lügen- und Greuelpropaganda. In: Kieler Blätter: Veröffentlichung der Wissenschaftlichen Akademie des NSD-Dozentenbundes der Christian Albrechts-Universität, Bd. 3  (1940), Heft 3/4, S. 241–256.
- Das englische Ermächtigungsgesetz vom 22. Mai 1940. In: Kieler Blätter: Veröffentlichung der Wissenschaftlichen Akademie des NSD-Dozentenbundes der Christian Albrechts-Universität, Bd. 3  (1940), Heft 3/4, S. 341–343.
- Kriegseinsatz der deutschen Anglisten. In: Kieler Blätter: Veröffentlichung der Wissenschaftlichen Akademie des NSD-Dozentenbundes der Christian Albrechts-Universität, Bd. 3  (1940), Heft 3/4, S. 400.